# Spreetal (Siedlung)

Luftbildpanorama mit Spreetaler See

Spreetal, obersorbisch Sprjewiny Doł, ist ein Ortsteil der Gemeinde Spreetal im Landkreis Bautzen in der Oberlausitz (Sachsen). Spreetal ist der kleinste und zugleich einzige Ortsteil der Gemeinde, der weder an der namensgebenden Spree noch an der Kleinen Spree liegt.
Direkt durch die 1915 gegründete Siedlung verlief von 1990 bis 1999 die sächsisch-brandenburgische Grenze.

## Geographie
Die Siedlung Spreetal liegt im Nordwesten der Gemeinde an der Grenze zum Land Brandenburg. Westsüdwestlich des Ortes verläuft die Bundesstraße 97 von Spremberg nach Hoyerswerda.
Umgeben ist Spreetal von Schwarze Pumpe im Norden, dem Industriepark Schwarze Pumpe im Nordosten, Spreewitz im Osten, Burgneudorf im Südosten, dem Spreetaler See im Süden und Sabrodt sowie Terpe im Nordwesten.

## Geschichte
Spreetal entstand 1915–1918 als Arbeitersiedlung für den nahegelegenen Braunkohletagebau Hoffnung III, dessen Kohle im Kraftwerk Trattendorf verstromt wurde. Die Siedlung trug den Grubennamen, der in Brigitta und später in Spreetal geändert wurde. 1934 war die Siedlung so weit gewachsen, dass eine hölzerne Kirche für beide Konfessionen errichtet wurde.
Bei Kippenrutschungen starben mehrere Pumpenwärter, zwei Gedenksteine erinnern an sie.
Nach der deutschen Wiedervereinigung führte die sächsisch-brandenburgische Landesgrenze durch Spreetal und verlief auch durch einige Wohngebäude. Nach einer Bürgerbefragung, in der sich die Bewohner gegen eine weitere Teilung aussprachen, erfolgte im Januar 1999 ein Gebietstausch zwischen beiden Ländern.

## Persönlichkeiten
In Spreetal lebte der „singende Baggerfahrer“ Gerhard Gundermann (1955–1998) bis zu seinem frühen Tod.